# Heinz Flöhl
Heinz Flöhl (* 9. März 1921; † 31. Januar 1982) war ein deutscher Fußballspieler.

## Sportlicher Werdegang
Flöhl spielte seit der Jugend für den Freiburger FC. 1937 debütierte er für den FFC in der Gauliga Baden und war bis 1941 für den Klub in Meisterschaft und Tschammer-Pokal aktiv. Anschließend lief er für Holstein Kiel auf, mit dem Klub erreichte er im Tschammerpokal 1941 das letztlich gegen den FC Schalke 04 mit 0:6 deutlich verloren gegangene Semifinale. Dabei bildete er mit Rudolf Jennewein und Kurt Krüger das Mittelfeld. Auch nach dem Zweiten Weltkrieg stand er zunächst bei den „Störchen“ im Kader. Nach dem Ausschluss des Klubs aus dem Ligabetrieb 1948 kehrte er zum seinerzeit als Fortuna Freiburg im Spielbetrieb antretenden Freiburger FC zurück.
Mit dem Aufsteiger belegte Flöhl einen fünften Platz im Auftaktjahr in der Südstaffel der Oberliga Südwest, in der Spielzeit 1948/49 beendete er mit dem Klub die Saison punktgleich mit dem SV 03 Tübingen an der Tabellenspitze. Nach einem 5:0-Erfolg im Entscheidungsspiel um den Staffelsieg ging es in zwei Spielen gegen Nordstaffelsieger 1. FC Kaiserslautern um den Südwestmeistertitel. Nach zwei Niederlagen, bei denen er nur bei der 3:6-Rückspielniederlage mitgewirkt hatte, musste die Mannschaft gegen Wormatia Worms um die Teilnahme an der Deutschen Meisterschaft 1948/49 spielen. An der Seite von Rudi Bantle, Theo Ketterer, Albert Liechty und Eberhard Stöcklin wurde die Teilnahme nach einer 0:3-Niederlage verpasst.
1950 wurden die südbadischen Vereine in die Oberliga Süd integriert, hierzu waren nur zwei Teilnehmer vorgesehen. Der Freiburger FC wurde Tabellenvierter und qualifizierte sich somit für die Qualifikationsspiele. Hinter dem FC Singen 04 wurde als Zweiter die Qualifikation verpasst und der Klub in die zweitklassige II. Division eingegliedert. Dort spielte Flöhl noch vier Jahre, ehe er seine Karriere in der Amateurmannschaft ausklingen ließ. 1951 gewann er dabei nach einem 3:0-Erfolg im Finalspiel über den FC Singen 04 den Südbadischen Pokal.